# Le Canard à l'orange (pièce de théâtre)
Pour les articles homonymes, voir Canard à l'orange (homonymie).
Le Canard à l'orange (The Secretary Bird) est une pièce de théâtre comique en quatre tableaux de William Douglas-Home (1967), adaptation française de Marc-Gilbert Sauvajon. Elle a été diffusée à la télévision française en 1979, réalisée par André Flédérick. Elle fut également reprise dans le cadre des Tournées Charles Baret début 1974.
On parle à plusieurs reprises d'un canard qui doit être consommé dans le cadre du plat intitulé canard à l'orange, mais le volatile n'est pas visible pendant toute la pièce. C'est en quelque sorte une « Arlésienne » ou un « MacGuffin ».

## Histoire
Hugh Preston, animateur-vedette à la BBC, passe sa vie entre sa femme Liz et ses nombreuses maîtresses. Un vendredi soir, après une partie d'échecs, Hugh fait comprendre à sa femme qu'il sait qu'elle a un amant. Celle-ci, prise au dépourvu, avoue à Hugh sa liaison avec un agent de change du nom de John Brownlow, et le fait qu'elle compte partir avec celui-ci, le dimanche matin suivant, pour Florence et Venise, sans le prévenir.
Galant, Hugh offre à sa femme de prendre tous les torts à sa charge, et se propose d'être pris en flagrant délit d'adultère au domicile conjugal avec sa secrétaire, mademoiselle Patricia Forsyth.
Hugh demande juste à sa femme d'inviter son amant à passer le week-end à la maison afin de faire connaissance avec son rival et régler les modalités du divorce. Liz refuse tout d'abord cette proposition qu'elle juge complètement incongrue. Mais lorsque Hugh lui avoue qu'il lui a tendu un piège et qu'il ne savait rien de sa liaison avec Brownlow, Liz, piquée au vif, accepte pour montrer à Hugh à quel point son amant est mieux que lui.
Voici donc Liz (la femme), Hugh (le mari), John (l'amant), Patricia (la secrétaire de Hugh), plus Mme Grey (la gouvernante) et un canard récalcitrant qui mijote, réunis pour un week-end au cours duquel Hugh, en joueur d'échecs qu'il est, va tout faire pour reconquérir sa reine.

## Thèmes abordés dans la pièce
Outre les codes évidents du boulevard abordés avec légèreté et humour british (rapports homme / femme, mari et femme trompés, place des enfants dans la séparation), l'auteur renverse la perspective homme femme avec le personnage de Patty-Pat, une femme libre et indépendante, sûre de sa beauté mais aussi de ses choix. On note également une inversion de l'opposition traditionnelle : le mari trompé devient intelligent et ne cherche pas à se venger (Hugues Preston) et l'amant (Brownlow), riche, beau et plus jeune, se voit éconduit par l'étroitesse de sa vision et de son système de valeurs. Il y a également tout au long de la pièce des références au théâtre classique comme  le roi Lear de Shakespeare.

## Distribution

### En 1979
Cette pièce a été adaptée à la télévision dans une mise en scène de Pierre Mondy, avec Jean Poiret qui en avait réécrit certains dialogues.
- Jean Poiret : Hugh Preston
- Christiane Minazzoli : Liz Preston
- Alain Lionel : John Brownlow
- Corinne Le Poulain : Patricia Forsyth (Patty Pat)
- Annick Alane : Mme Grey

### En 1993
- Michel Roux : Hugh Preston
- Nadine Alari : Liz Preston
- Alain Lionel : John Brownlow
- Rachel Genevin : Patricia Forsyth (Patty Pat)
- Arlette Gilbert : Mme Grey
- Mise en scène : Pierre Mondy et Alain Lionel
- Décor : André Levasseur
- Costumes : Louis Feraud

### En 2004
Également reprise à la Michodière en 2004 dans une mise en scène de Gérard Caillaud avec Gérard Rinaldi dans le rôle de Hugh.

### En 2019
Également reprise au théâtre de la Michodière en janvier 2019, dans une mise en scène de Nicolas Briançon :
- Nicolas Briançon : Hugh Preston
- Anne Charrier : Liz Preston
- François Vincentelli : John Brownlow
- Alice Dufour : Patricia Forsyth (Patty Pat)
- Sophie Artur : Mme Grey.

### En 2022
Egalement reprise à Bruxelles au théâtre Le Public en novembre 2022, dans une mise en scène de Nicolas Briançon :
- Michel Kacenelenbogen : Hugh Preston
- Tania Garbarski : Liz Preston
- Avec (en alternance) Charlie Dupont et Frédéric Nyssen : John Brownlow

- Marina Pangos : Patricia Forsyth (Patty Pat)
- Laure Godisiabois : Mme Grey